# Sandžak Začasna
Sandžak Začasna, sandžak Čazma, sandžak Pakrac, odnosno sandžak Cernik, kako se sve nazivao ovaj sandžak, bila je upravna jedinica Osmanskog Carstva u Slavoniji. Osnovan je 15. listopada 1557. godine, nakon što su za vrijeme Stogodišnjeg hrvatsko-turskog rata do 1552. godine Osmanlije osvojili velika područja u zapadnoj Slavoniji na prostorima virovitičke, grđevačke, komaričke, rovišćanske i čazmanske župe, odnosno nakon što se osmanska vlast nakon 5. Sulejmanovog pohoda na Ugarsku i Hrvatsku na ovom području učvrstila i granica prema Hrvatskom Kraljevstvu se pomakla dalje prema zapadu.
Sjedište mu je bilo u Čazmi, a njegov prvi sandžakbeg bio je Ferhad-beg Desisalić-Vuković. Novi sandžak se u osmanskim izvorima nazivao Začasna (po Čazmi). Ovo je bio mali i nerentabilni sandžak, čiji se teritorij dodatno smanjio nakon Žitvanskog mira 1606. godine, gubitkom Čazme, Petrinje, Rovišća i Moslavine, koje su se vratile u sastav Hrvatskoga Kraljevstva. U razdoblju od njegovog osnivanja pa do 1559. (najkasnije od 1560.) sjedište sandžaka je bilo u Čazmi, ali 1559. Čazma je razorena jer se nije mogla braniti, a sjedište sandžaka je prebačeno u Pakrac. Zato je i sandžak promijenio ime u sandžak Pakrac (Pakrič). Za Dugog rata (1593. – 1606.), sjedište sandžaka je opet premješteno iz sigurnosnih razloga u Cernik. Premještanje sjedišta sandžaka iz Pakraca u Cernik zbilo se potkraj 1592., ili najkasnije početkom 1593. godine. Tako, od početka 17. stoljeća ovaj sandžak nosi naziv sandžak Cernik, iako ga pojedini pisci spominju i pod starim imenima.
Po svome položaju cijeli Pakrački sandžak bio je pogranični sandžak, uključen u serhat. Od osnivanja do 1580. pripadao je Rumelijskom beglerbegluku, a od 1580. Bosanskom pašaluku do propasti osmanske vladavine u Slavoniji.
S propašću osmanske vlasti 1691. godine nestali su Cernički sandžak i njegovi kadiluci.